# Cascade d'Arcouzan
La cascade d'Arcouzan est une chute d'eau naturelle des Pyrénées, située dans le Massif du Mont-Valier, sur la commune de Seix, dans le département français de l'Ariège.

## Hydrologie
En contrebas à l'est du col du Cruzous et du versant difficile du Mont Valier, dans des shistes et calcshistes du Dévonien, le ruisseau de l'Arcouzan est un affluent en rive droite du ruisseau d'Estours, dénommé en partie haute ruisseau de l'Artigue, puis affluent du Salat en rive gauche.
L'Arcouzan regroupe en amont de la cascade principale haute d'environ 55 m trois chutes plus modestes, 

## Géologie
De la cookéite, un minéral tendre, peu dense et rare, est présente aux abords.

## Localisation
Dans l'environnement forestier du bois d'Arcouzan, la cascade est accessible par le sentier de grande randonnée 10 au départ de la route communale aux hameaux Moulin-Lauga - Couflens-de-Betmajou ou Estours, au sud-ouest du bourg de Seix.

## Valorisation touristique et sportive
C'est un objectif de randonnée assez peu connu mais apprécié. Des canyonistes audacieux et expérimentés en tentent la descente.